# U-19-Unihockey-Weltmeisterschaft 2022
Die 10. Floorball-Weltmeisterschaft der U19-Juniorinnen fand, nachdem sie ursprünglich für den 4. bis 8. Mai 2022 in Wellington, Neuseeland geplant war, vom 31. August bis zum 4. September 2022 in Katowice in Polen statt. Es war nach 2008 und 2014 die dritte Austragung in Polen und die erste in Katowice. Die Veranstaltung wurde von der International Floorball Federation ausgetragen. Die finnischen Juniorinnen gingen als Titelverteidigerinnen ins Turnier. Am Ende holte Schweden den Turniersieg und den bis dato sechsten Titel bei den U19-Juniorinnen.

## Veranstaltungsort
Ursprünglich sollte die Weltmeisterschaft im Mai 2022 in Wellington, Neuseeland stattfinden. Es wäre die erste im Floorball in der südlichen Hemisphäre gewesen. Allerdings musste aufgrund der Corona-Pandemie bzw. dessen Reisebeschränkungen der Austragungsort verschoben werden. Am 20. April wurde bekannt, dass das Turnier ins polnischen Katowice und auf Ende August/Anfang September verschoben wurde.
Der polnischen Floorballverband war zuvor bereits 2008 (in Babimost, Wolsztyn und Zbąszyń)  und 2014 (in Babimost, Rakoniewice und Zbąszyń) Organisator von U19-Juniorinnen-Weltmeisterschaften. Die Spiele fanden 2022 in der Szopienice Arena und Brynów Arena statt.
| \| Katowice \| |
| Katowice       |

| Katowice |

## Qualifikation
18 Teams registrierten sich für die Teilnahme an der Weltmeisterschaft. Darunter waren 14 Teams aus Europa, drei aus Asien und Ozeanien und zwei aus Nordamerika.
Weil die letzte Weltmeisterschaft wegen der Corona-Pandemie erst Ende 2021 stattfand, musste der Qualifikationsmodus angepasst werden. Alle fünf nicht-europäischen Nationen und die besten neun europäischen waren direkt qualifiziert, wobei Lettland sich nicht meldete und daher Russland zunächst nachrückte. Die vier restlichen europäischen Mannschaften mussten um die beiden verbliebenen Startplätze spielen. Diese Spiele wurden vom 8. bis 11. September 2021 in Saku, Estland ausgetragen.
| Platz | Land     | Sp | S | U | N | +  | -  | Pkt |
| ----- | -------- | -- | - | - | - | -- | -- | --- |
| 1.    | Dänemark | 3  | 3 | 0 | 0 | 22 | 11 | 6   |
| 2.    | Ungarn   | 3  | 2 | 0 | 1 | 16 | 14 | 4   |
| 3.    | Estland  | 3  | 1 | 0 | 2 | 9  | 11 | 2   |
| 4.    | Italien  | 3  | 0 | 0 | 3 | 8  | 19 | 0   |

| Partien  | Partien | Partien  | Partien |
| -------- | ------- | -------- | ------- |
| Ungarn   | –       | Dänemark | 05:10   |
| Italien  | –       | Estland  | 3:4     |
| Italien  | –       | Ungarn   | 1:6     |
| Estland  | –       | Dänemark | 2:3     |
| Dänemark | –       | Italien  | 9:4     |
| Estland  | –       | Ungarn   | 3:5     |
| Estland  | –       | Italien  | 2:3     |
| Dänemark | –       | Ungarn   | 8:5     |

Die russische Nationalmannschaft wurde am 1. März 2022 wegen des Überfalls Russlands auf die Ukraine von der IFF suspendiert. Italien durfte dadurch teilnehmen.
Am 27. Juni 2022 wurde bekannt, dass das Team USA nicht teilnehmen kann, ohne dass ein Grund genannt wurde. Lettland übernahm den Startplatz und nahm so doch noch an der WM 2022 teil.
Anfang August zog sich auch Singapur zurück. Die nun höchstplatzierte nicht teilnehmende Nation war Österreich.
Die Startplätze für die Endrunde wurden somit wie folgt vergeben:
| 13 von 12 aus Europa         | Finnland   | Schweden           | Tschechien | Schweiz     |
| inklusive neuer Gastgeber    | Polen      | Norwegen           | Slowakei   | Deutschland |
|                              | Russland   | Dänemark           | Ungarn     |             |
| inklusive drei Nachrücker    | Italien    | Lettland           | Österreich |             |
| 2 von 3 aus Asien & Ozeanien | Neuseeland | Australien         | Singapur   |             |
| 1 von 2 aus Amerika          | Kanada     | Vereinigte Staaten |            |             |

## Modus
Es wurde in vier Gruppen à vier Teams gespielt werden. In Gruppe A und B sollten planmäßig hierbei die acht in der IFF-Weltrangliste am besten platzierten Teilnehmer spielen, in den Gruppen C und D die restlichen Teams. Nach folgendem Schema waren die Spiele konzipiert:
|  | Für das Halbfinale qualifiziert               |
|  | Für das Spiel um Platz 5 qualifiziert         |
|  | Für die Spiele um Platz 7 bis 10 qualifiziert |
|  | Für das Spiel um Platz 11 qualifiziert        |
|  | Für das Spiel um Platz 13 qualifiziert        |
|  | Für das Spiel um Platz 15 qualifiziert        |

| Gruppe A      | Gruppe B      | Gruppe C        | Gruppe D        |
| ------------- | ------------- | --------------- | --------------- |
| Platz 1–4     | Platz 1–4     | Platz 9 und 10  | Platz 9 und 10  |
| Platz 1–4     | Platz 1–4     | Platz 11 und 12 | Platz 11 und 12 |
| Platz 5 und 6 | Platz 5 und 6 | Platz 13 und 14 | Platz 13 und 14 |
| Platz 7 und 8 | Platz 7 und 8 | Platz 15 und 16 | Platz 15 und 16 |

Die beiden Erstplatzierten der Gruppen A und B qualifizierten sich nach der Gruppenphase für das Halbfinale, die Drittplatzierten spielten gegeneinander den 5. Platz aus. Die Viertplatzierten spielten gegen die beiden Gruppensieger der Gruppen C und D um die Plätze 7 bis 10. Die Zweitplatzierten der Gruppen C und D spielen um Platz 11, die jeweiligen Dritten um Platz 13 und die letzten beiden um den 15.

## Auslosung
Auf eine Auslosung wurde für diese Weltmeisterschaft verzichtet. Stattdessen wurden die Teams am 20. April 2022 gemäß ihrer Platzierung in der Weltrangliste verteilt: (In Klammern die aktuelle Position, welche aufgrund der Corona-Pandemie auch gleich sein konnte; Russlands (9.) Disqualifikation war zu dem Zeitpunkt bereits)
| Gruppe A        | Gruppe B       | Gruppe C        | Gruppe D                             |
| --------------- | -------------- | --------------- | ------------------------------------ |
| Finnland (1)    | Schweden (2)   | Kanada (13)     | Australien (14)                      |
| Schweiz (4)     | Tschechien (3) | Neuseeland (15) | Vereinigte Staaten (15) Lettland (5) |
| Polen (6)       | Norwegen (6)   | Ungarn (17)     | Dänemark (22)                        |
| Deutschland (8) | Slowakei (7)   | Italien (19)    | Singapur (–) Österreich (11)         |

## Abschlussplatzierungen
| RF | Team        |
| -- | ----------- |
| 1  | Schweden    |
| 2  | Tschechien  |
| 3  | Finnland    |
| 4  | Schweiz     |
| 5  | Slowakei    |
| 6  | Polen       |
| 7  | Norwegen    |
| 8  | Lettland    |
| 9  | Deutschland |
| 10 | Ungarn      |
| 11 | Dänemark    |
| 12 | Neuseeland  |
| 13 | Italien     |
| 14 | Österreich  |
| 15 | Australien  |
| 16 | Kanada      |